# تپه سیاه‌پله
تپه سیاه پله مربوط به سده‌های میانه دوران‌های تاریخی پس از اسلام است و در شهرستان کوهدشت، بخش طرهان، ۲ کیلومتری جنوب غرب روستای سیاه پله واقع شده و این اثر در تاریخ ۲۸ اسفند ۱۳۸۵ با شمارهٔ ثبت ۱۸۸۴۸ به‌عنوان یکی از آثار ملی ایران به ثبت رسیده است.